# Авичи арена
Авичи арена (швед. Avicii Arena) (од 1989. до 2009. Стокхолм глоуб арена, од 2009. до 2021. Ериксон глоуб) је хокејашка дворана у Стокхолму, у Шведској. Капацитет дворане је 13.520. места. Користи је Хокејашка репрезентација Шведске.
Дворана је отворена 19. фебруара 1989. године и њен капацитет за хокејашке утакмице је 13.850, а за концерте 16.000 места. Највише посетилаца је имала 2009. на концерту Металике када је укупно било 16.531. гледалаца.
Авичи арена је била домаћин Светског првенства у хокеју на леду 1989. и 1995. године, а и домаћин Светског првенства у хокеју на леду 2012. У Септембру 2003. је одржано Европско првенство у кошарци у Шведској, а Авичи арена је била један од домаћина.
У дворани је одржана и Песма Евровизије 2000. године, а такође одржана и Песма Евровизије 2016. године. 

## Галерија
- Завршни радови 1988.
- Унутрашњост арене 1.
- Унутрашњост арене 2.